# Bataille d'Al-Chaddadeh (2016)
Pour les articles homonymes, voir Bataille d'Al-Chaddadeh.
Guerre civile syrienne
Batailles
La seconde bataille d'Al-Chaddadeh a lieu du 17 au 26 février 2016 lors de la guerre civile syrienne.

## Déroulement

Carte de l'offensive des FDS sur Al-Chaddadeh en février 2016.
Zone contrôlée par les FDS
Zone contrôlée par l'État islamique

Après la prise d'al-Hol en novembre 2015, le nouvel objectif des Kurdes des YPG et de leurs alliés dans le gouvernorat de Hassaké est la ville d'Al-Chaddadeh. Le 16 février 2016, la ville et les villages des alentours sont frappés par les avions de la coalition, tuant 15 civils selon l'Observatoire syrien des droits de l'homme (OSDH). Le lendemain, 10 à 15 civils (dont près d'une moitié d'enfants) sont tués dans le bombardement de leur taxi-bus à Tall al-Jayer (ar), à une trentaine de kilomètres à l'est d'Al-Chaddadeh. On ignore si la frappe est d'origine russe ou coalisée. 
L'offensive est lancée le soir du 17 février. Le lendemain, les Forces démocratiques syriennes (FDS) annoncent leur intention de prendre la ville d'Al-Chaddadeh.
L'offensive est rapide, les YPG et leurs alliés attaquent sur deux côtés, au nord-ouest depuis le mont Abdulaziz et au nord-est depuis Al-Hol. Ils s'emparent du champ pétrolier de Kbibé, au nord-est d'Al-Chaddadeh, puis coupent les routes reliant la ville à Raqqa à l'ouest et Mossoul à l'est. Le 19 février, Al-Chaddadeh est conquise par les FDS, et les djihadistes se replient vers le sud.
Mais le 21 février, les djihadistes de l'EI lancent une contre offensive et parviennent à pénétrer dans les quartiers sud d'Al-Chaddadeh, en profitant d'une tempête de sable. Des membres des FDS auraient été faits prisonniers et transférés à Deir ez-Zor. Cependant la ville reste aux mains des FDS,,. Des combats se poursuivent dans les jours qui suivent,,. Le 26 février, les FDS annoncent la fin de la campagne,.

## Pertes
Selon l'OSDH, du 16 au 18 février, au moins 38 civils, dont trois enfants et deux femmes, et 35 djihadistes de l'EI ont été tués par les frappes de la coalition à Al-Chaddadeh, à Al-Jayer (ar), près du mont Abdulaziz, et dans les villages d'Al-Hlil, Al-Hadidiya et Trikhm, entre Al-Hol et Al-Chaddadeh. 
Le 20 février, un porte-parole des FDS déclare que les pertes sont de huit morts et onze blessés pour les forces kurdes et alliées et que plus de 50 hommes de l'EI sont morts dans les combats du 19 février. Les affrontements du 21 font également au moins sept morts et une dizaine de blessés chez les djihadistes, ainsi que onze combattants des FDS tués. Le 23 février, selon l'OSDH, quatre combattants des YPG sont tués, dont un volontaire allemand de 35 ans,,.
Selon le communiqué des FDS, publié le 26 février, le bilan de la campagne, baptisée Colère du Khabour, est de 20 morts du côté de ses forces, tandis que les pertes de l'EI sont estimées à 275 morts, dont 55 cadavres récupérés, et neuf djihadistes faits prisonniers. Selon les FDS, 33 véhicules de l'EI ont été détruits et un char, quatre véhicules et six motos ont été pris. Les FDS affirment avoir conquis 315 villages et fermes et 2 400 km2.

## Suites
Une contre-offensive est lancée par l'EI le 14 mars. Du 14 au 18 mars, les combats font au moins 10 morts dans les rangs des YPG selon l'OSDH. D'autres affrontements éclatent ponctuellement. Le 23 août 2016, une dizaine de combattants des FDS sont tués dans une attaque de l'EI contre le village de Kishkish Jbour, à moins d'une vingtaine de kilomètres au sud-ouest d'Al-Chaddadeh.

## Vidéographie
- [vidéo] « Exclusif : en Syrie, avec les combattants kurdes à l'assaut de la ville stratégique de Shedade », France 24, 26 février 201.
- [vidéo] « Documentaire exclusif : en Syrie, à l’assaut du "califat" », France 24, 23 avril 2016.